# Jaime Komer
Jaime Elizabeth Komer, vor Heirat am 25. August 2007 Jaime Elizabeth Hipp (* 1. September 1981 in Fresno, Kalifornien), ist eine ehemalige Wasserballspielerin aus den Vereinigten Staaten. Sie gewann bei Olympischen Spielen eine Silbermedaille. Je einmal erhielt sie Gold bei Weltmeisterschaften und bei Panamerikanischen Spielen.

## Sportliche Karriere
Hipp spielte während ihres Studiums an der University of California, Los Angeles für deren Team, danach war sie als Profi in Australien und in Spanien tätig.
Ab 2005 spielte die 1,83 Meter große Torhüterin in der  Wasserballnationalmannschaft. Bei der Weltmeisterschaft 2005 in Montreal verlor die Mannschaft aus den Vereinigten Staaten gegen die ungarische Mannschaft. Zwei Jahre später bei der Weltmeisterschaft 2007 in Melbourne trafen im Finale das US-Team und die Australierinnen aufeinander, die Amerikanerinnen siegten mit 6:5. Im Juli 2007 fanden in Rio de Janeiro die Panamerikanischen Spiele statt. Das US-Team gewann das Finale gegen die Kanadierinnen mit 6:4. 2008 fand das dritte olympische Wasserballturnier in Peking statt. Mit einem 9:8-Sieg über Australien im Halbfinale erreichte das US-Team das Endspiel gegen die Niederländerinnen, die Amerikanerinnen unterlagen mit 8:9. Ab 2007 war Jaime Komer Ersatztorhüterin für Elizabeth Armstrong, so wurde sie bei den Olympischen Spielen 2008 nur im Vorrundenspiel gegen Russland eingewechselt.